# Campionati africani di atletica leggera 2012 - Salto triplo maschile
Il concorso del salto triplo ai campionati africani di atletica leggera di Porto-Novo 2012 si è svolto il 30 giugno presso lo Stade Charles de Gaulle di Porto-Novo, in Benin.
La gara è sta vinta dal nigeriano Tosin Oke.

## Medagliere
| Oro     | Tosin Oke Nigeria           |
| Argento | Issam Nima Algeria          |
| Bronzo  | Hugo Mamba-Schlick Cambogia |

## Programma
| Data           | Ora   | Evento |
| -------------- | ----- | ------ |
| 30 giugno 2012 | 16:00 | Finale |

## Risultati

### Finale
| Class   | Atleta             | Nazione        | #1     | #2    | #3    | #5     | #5    | #6    | Risultati | Note |
| ------- | ------------------ | -------------- | ------ | ----- | ----- | ------ | ----- | ----- | --------- | ---- |
| Oro     | Tosin Oke          | Nigeria        | 16.21  | 15.59 | 16.54 | 16.74w | 16.98 | –     | 16.98     |      |
| Argento | Issam Nima         | Algeria        | 16.37  | 15.62 | x     | 16.30  | 16.69 | 16.69 | 16.69     |      |
| Bronzo  | Hugo Mamba-Schlick | Camerun        | 16.25  | 16.07 | 14.77 | 16.01  | 16.08 | 16.34 | 16.34     |      |
| 4       | Tarik Bouguetaïb   | Marocco        | 15.37w | 16.19 | 16.02 | 15.97  | x     | 16.29 | 16.29     |      |
| 5       | Elijah Kimitei     | Kenya          | 15.79  | 15.77 | 16.04 | 16.28  | 15.68 | 16.26 | 16.28     |      |
| 6       | Roger Haitengi     | Namibia        | 15.61  | x     | 15.87 | x      | x     | 15.64 | 15.87     |      |
| 7       | Ammr Shouman       | Egitto         | 15.55  | 15.81 | 15.58 | 15.76  | 15.66 | 15.73 | 15.81     |      |
| 8       | Mamadou Chérif Dia | Mali           | 14.59  | 15.69 | 15.64 | 15.48  | 15.09 | x     | 15.69     |      |
| 9       | Sewa Sourou        | Benin          | 15.01  | 15.46 | 15.50 |        |       |       | 15.50     |      |
| 10      | Tumelo Thagane     | Sudafrica      | 14.56  | x     | 15.21 |        |       |       | 15.21     |      |
| 11      | Jason Sewanyana    | Uganda         | 15.04w | x     | x     |        |       |       | 15.04w    |      |
| 12      | Romeo N'tia        | Benin          | x      | x     | 14.93 |        |       |       | 14.93     |      |
| 13      | Ali Hasen          | Libia          | 14.38  | 14.05 | 13.93 |        |       |       | 14.38     |      |
|         | Diamama Mdamba     | Rep. del Congo | x      | x     | x     |        |       |       | nm        |      |
|         | Tuan Wreh          | Liberia        |        |       |       |        |       |       | dns       |      |